# Cyphostemma elephantopus
Cyphostemma elephantopus es una especie de pequeño árbol perteneciente a la familia Vitaceae. Es originaria de Madagascar.

## Descripción
Es una liana, con tallo suculento, que se encuentra en climas subáridos, en matorrales, y dunas, a una altitud de 0-499 metros. Es  endémica de Madagascar en la provincia de Toliara.

## Taxonomía
Cyphostemma elephantopus fue descrita por  Bernard Descoings y publicado en  Bulletin de la Société Botanique de France 109: 270–272, pl. 2(h–o), en el año 1962.